# Salsa ravigote

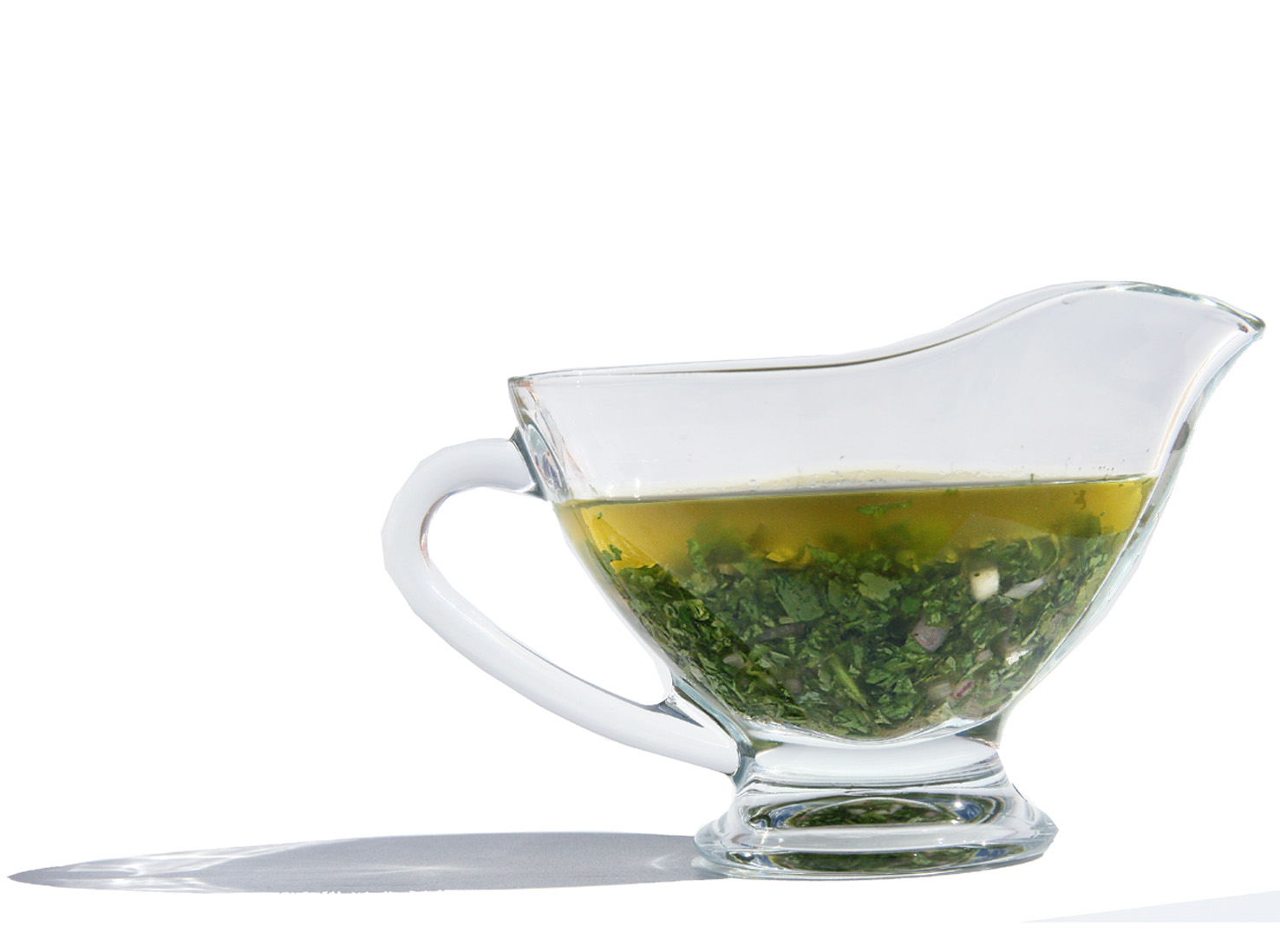
Salsa ravigote con chalotes

La salsa ravigote es una salsa procedente (o tipo) de la vinagreta. La palabra ravigote del francés ravigoter, del verbo ravigorer que significa vigorizar. Denominada así por creerse que estimula, o vigoriza, el apetito. Se trata de una salsa que puede prepararse (y servirse) tanto caliente como fría. Se suele emplear al servir carnes (tanto frías como calientes), es muy popular en la cocina francesa en las manitas de cordero. Esporádicamente se emplea para acompañar pescados cocidos.

## Características
La salsa se elabora empleando como ingredientes aceite de oliva (u otro aceite vegetal) con medio de vinagre. Se baten ambos líquidos y cuando estén mezclados se añaden elementos ácidos en forma de encurtidos, como pueden ser alcaparras y/o pepinillos. A veces algo de cebolla picada y sal con pimienta para que dé un poco de color. En recetarios modernos se suele emplear vino blanco y perifollo.